# 治民街
治民街是香港九龍中部的一條道路，位於何文田愛民邨對下的山坡和京士柏君頤峰之間，北連公主道，南連愛晨徑 (非行車道路)。為公主道的支路，是香港1號幹線7D出口。
該路也是香港愛護動物協會九龍分中心和加油站的所在地，過海的士為該街主要交通。

## 相關題目
- 香港1號幹線
- 公主道

## 外部連結
- 香港地方 | 道路及鐵路 | 幹線出口編號 （页面存档备份，存于）